# Woodland Mills
Woodland Mills és una població dels Estats Units a l'estat de Tennessee. Segons el cens del 2000 tenia 296 habitants.

## Demografia
Segons el cens del 2000, Woodland Mills tenia 296 habitants, 118 habitatges, i 92 famílies. La densitat de població era de 107,8 habitants/km².
Dels 118 habitatges en un 33,1% hi vivien nens de menys de 18 anys, en un 66,1% hi vivien parelles casades, en un 8,5% dones solteres, i en un 21,2% no eren unitats familiars. En el 20,3% dels habitatges hi vivien persones soles el 10,2% de les quals corresponia a persones de 65 anys o més que vivien soles. El nombre mitjà de persones vivint en cada habitatge era de 2,51 i el nombre mitjà de persones que vivien en cada família era de 2,86.
Per edats la població es repartia de la següent manera: un 22,3% tenia menys de 18 anys, un 9,1% entre 18 i 24, un 29,7% entre 25 i 44, un 26,4% de 45 a 60 i un 12,5% 65 anys o més.
L'edat mediana era de 38 anys. Per cada 100 dones de 18 o més anys hi havia 87 homes.
La renda mediana per habitatge era de 46.875 $ i la renda mediana per família de 51.250 $. Els homes tenien una renda mediana de 37.125 $ mentre que les dones 22.500 $. La renda per capita de la població era de 19.103 $. Entorn del 5,2% de les famílies i el 4,5% de la població estaven per davall del llindar de pobresa.

## Poblacions més properes
El següent diagrama mostra les poblacions més properes.